# The Velvets
The Velvets (engl. Die Samtenen) war eine amerikanische Doo-Wop-Gruppe aus Odessa in West-Texas. Das afroamerikanische Quintet wurde 1959 von Virgil Johnson, einem Englischlehrer an der Highschool, mit vier seiner Schüler gegründet. Roy Orbison hörte die Gruppe und verschaffte ihr 1960 einen Vertrag bei Monument Records. Die erste Veröffentlichung war das Stück That Lucky Old Sun. Die erfolgreichste Single war Tonight (Could be the Night), die 1961 in den amerikanischen Billboard-Charts Platz 26 erreichte. Die Stücke That Lucky Old Sun  und Tonight (Could Be the Night) erreichten 1961 kurz Platz 46 bzw. Platz 50 in den britischen Singlecharts. Das danach veröffentlichte Stück Laugh erreichte Platz 90 und nach etwa 6 weiteren Singles löste sich die Gruppe 1961 auf.
Insgesamt wurden etwa 30 Stücke aufgenommen. Diese wurden 1996 auf einer Compact Disc bei Ace Records herausgegeben.

## Mitglieder
- Virgil Johnson, Lead
- Will Solomon, Bariton
- Mark Prince, Bass
- Clarence Rigsby, Lead Tenor (1947–1978, verstarb bei einem Autounfall[6])
- Robert Thursby, Tenor[7]